# Dendrophidion rufiterminorum
Espèce
Dendrophidion rufiterminorum est une espèce de serpents de la famille des Colubridae.

## Répartition
Cette espèce se rencontre au Costa Rica, au Nicaragua, au Honduras, au Guatemala et au Belize.

## Étymologie
Le nom spécifique rufiterminorum vient du latin rufus, rouge, et de terminus, la fin, la limite, en référence aux extrémités rouges de ce saurien.

## Publication originale
- Cadle & Savage, 2012 : Systematics of the Dendrophidion nuchale complex (Serpentes: Colubridae) with the description of a new species from Central America. Zootaxa, n. 3513, p. 1–50.